# Воязос, Антонис-Янис
Антонис Воязос (греч. Αντώνης Βογιάζος; 10 октября 1930, Салоники — 7 января 1992) — советский и греческий кинорежиссёр, писатель и переводчик.

## Биография
В юности участвовал в левом движении в Греции, с 1944 года состоял в молодёжной коммунистической организации. Попал под подозрение политической полиции. 12 сентября 1948 года, чтобы избежать ареста, он вместе с пятью другими молодыми коммунистами на небольшом пассажирском самолёте бежал через Югославию в горы Греции, где базировались партизаны. Необычайность этого эпизода заключалась в том, что молодые люди были «вооружены» только бутылками с водой, а будущий режиссёр имел при себе всего лишь книжку Поля Элюара. Им удалось уговорить пилота изменить курс на Югославию, а затем высадить их в горах. Все шестеро были заочно приговорены к смертной казни. Этот эпизод в истории Греции стал первым случаем угона самолёта, ему был посвящён фильм  греческого режиссёра Костаса Кутсомитиса «Клиос» (греч. Κλοιός), что означает «Окружение», а также многочисленные публикации в прессе.
После окончания гражданской войны вместе с сотнями греков, преследуемых тогдашней властью, А.Воязос эмигрировал в Советский Союз. Работал токарем на Ташкентском механическом заводе, в 1957—1958 годах учился на режиссёрском факультете в Ташкентском театрально-художественном институте им. А.Островского, затем поступил во ВГИК, учился в мастерской Ромма. 
В 1961 году снял короткометражный фильм «Юрка — бесштанная команда» (по одноимённому рассказу Анатолия Кузнецова) в соавторстве с тремя другими молодыми режиссёрами — Андреем Смирновым, Борисом Яшиным и Рамизом Аскеровым; в главных ролях снялись Василий Шукшин и Зиновий Гердт. В 1966 году вместе с Аскеровым снял дебютный полнометражный фильм «Жизнь хорошая штука, брат!»  Фильм  А.Воязоса о творчестве Шостаковича, которого режиссёр хорошо знал и ценил, тогдашнее руководство резко раскритиковало, фильм на экраны не вышел. Воязос много изучал творчество А.С.Пушкина, особенно его сопричастность освободительному движению в Греции против османского ига, собирал материалы о деятельности поэта в Кишинёве и его связях с освободительным движением «Филики Этерия» (греч. Φιλική Εταιρεία). Однако предложенный сценарий кинематографическим руководством утверждён не был. Позже снял фильм про Дениса Давыдова.
Наиболее значительный из сохранившихся документальный фильм А.Воязоса («Песни 30-х годов») так на экраны и не вышел. Незадолго до падения хунты и возвращения на родину режиссёр снял пятисерийный художественный фильм «Вариант "Омега"» (1975), в котором на главную роль по настоянию режиссёра был утверждён актер Олег Даль. Фильм получил признание, но прошёл по экранам страны и за рубежом уже после того, как А. Воязос (в связи с изменением политической обстановки и падением хунты в Греции) вернулся на родину, где продолжил работать как режиссёр на телевидении, в театре и кинематографе. Одновременно он собирал материалы и  писал книгу «Социализм и культура», изданную уже в Греции и на греческом языке. В двухтомник вошли ценные документальные материалы, собранные автором при жизни в Советском Союзе. Воязос прекрасно владел русским, французским, итальянским и другими языками.
В последние годы режиссёр занимался сбором документальных материалов о фашистской оккупации Греции Германией. Этой тематике посвящены наиболее известные в Греции фильмы А. Воязоса. На основе собранных им материалов впервые в Греции был создан архив, документы которого режиссёр и сценарист использовали в своём 18-серийном документальном фильме «Хроника сопротивления» (греч. Χρονικό της Αντίστασης). Фильм вышел на экраны уже после смерти автора.
Перевёл на греческий язык книгу Всеволода Мейерхольда «О театре» (1982). Написал книгу «Социализм и культура (Россия, 1917—1932)» (греч. Σοσιαλισμός και κουλτούρα; 1979). Перевёл также Чехова, Бунина, Булгакова, Горького, Вампилова и многое другое из классической русской литературы, опубликовал книгу о творчестве Маяковского.

## Фильмография
- 1961 — Юрка — бесштанная команда
- 1966 — Жизнь хорошая штука, брат!
- 1975 — Вариант «Омега»